# Liste des planètes mineures non numérotées découvertes en avril 2017
Pour un article plus général, voir Liste des planètes mineures non numérotées découvertes en 2017.
Pour un article plus général, voir Liste des planètes mineures.
Cet article dresse la liste des planètes mineures (astéroïdes, centaures, objets transneptuniens et assimilés) non numérotées découvertes en avril 2017 dans l'ordre de leur découverte.
Au 15 janvier 2025, 661 077 des 1 434 993 planètes mineures répertoriées par le Centre des planètes mineures ne sont pas encore numérotées, soit 46,07 %.

## Rappel concernant la désignation provisoire
La désignation provisoire indique l'ordre de découverte de ces objets. En effet, cette désignation est composée de l'année de découverte (par exemple 2017) suivie de la quinzaine (demi-mois) de découverte (p.e. A = 1-15 janvier) puis de l'ordre de découverte dans cette quinzaine. Cet ordre est indiqué par une lettre et éventuellement un chiffre comme suit : A pour la première découverte, B pour la deuxième, ..., Z pour la 25e (le I n'est pas utilisé pour éviter la confusion avec 1), A1 pour la 26e, B1 pour la 27e, etc. , Z1 pour la 50e, A2 pour la 51e, B2 pour la 52e, etc. L'ordre de la numérotation ne suit donc pas l'ordre alphanumérique. 2017 AA1 suit ainsi 2017 AZ et précède 2017 AB1.

## Liste

### Du1erau 15 avril 2017
- 2017 GA
- 2017 GB
- 2017 GG
- 2017 GH
- 2017 GJ
- 2017 GL
- 2017 GM
- 2017 GV
- 2017 GW
- 2017 GX
- 2017 GF1
- 2017 GL1
- 2017 GS1
- 2017 GT1
- 2017 GU1
- 2017 GW1
- 2017 GN2
- 2017 GO2
- 2017 GP2
- 2017 GV2
- 2017 GW2
- 2017 GD3
- 2017 GJ3
- 2017 GK3
- 2017 GQ3
- 2017 GR3
- 2017 GV3
- 2017 GW3
- 2017 GG4
- 2017 GH4
- 2017 GJ4
- 2017 GK4
- 2017 GL4
- 2017 GM4
- 2017 GN4
- 2017 GO4
- 2017 GP4
- 2017 GQ4
- 2017 GR4
- 2017 GS4
- 2017 GT4
- 2017 GU4
- 2017 GV4
- 2017 GW4
- 2017 GX4
- 2017 GZ4
- 2017 GE5
- 2017 GH5
- 2017 GJ5
- 2017 GL5
- 2017 GM5
- 2017 GN5
- 2017 GO5
- 2017 GP5
- 2017 GQ5
- 2017 GR5
- 2017 GS5
- 2017 GT5
- 2017 GU5
- 2017 GX5
- 2017 GD6
- 2017 GF6
- 2017 GH6
- 2017 GJ6
- 2017 GK6
- 2017 GL6
- 2017 GM6
- 2017 GN6
- 2017 GO6
- 2017 GP6
- 2017 GQ6
- 2017 GR6
- 2017 GS6
- 2017 GT6
- 2017 GU6
- 2017 GV6
- 2017 GW6
- 2017 GX6
- 2017 GY6
- 2017 GF7
- 2017 GH7
- 2017 GJ7
- 2017 GK7
- 2017 GL7
- 2017 GM7
- 2017 GO7
- 2017 GU7
- 2017 GV7
- 2017 GX7
- 2017 GY7
- 2017 GZ7
- 2017 GA8
- 2017 GB8
- 2017 GC8
- 2017 GD8
- 2017 GF8
- 2017 GG8
- 2017 GP8
- 2017 GY8
- 2017 GZ8
- 2017 GO9
- 2017 GW9
- 2017 GX9
- 2017 GK10
- 2017 GN10
- 2017 GA11
- 2017 GD11
- 2017 GE11
- 2017 GH11
- 2017 GJ11
- 2017 GK11
- 2017 GL11
- 2017 GO11
- 2017 GQ11
- 2017 GR11
- 2017 GS11
- 2017 GV11
- 2017 GX11
- 2017 GY11
- 2017 GZ11
- 2017 GB12
- 2017 GD12
- 2017 GF12
- 2017 GG12
- 2017 GH12
- 2017 GJ12
- 2017 GM12
- 2017 GN12
- 2017 GO12
- 2017 GP12
- 2017 GQ12
- 2017 GR12
- 2017 GT12
- 2017 GU12
- 2017 GV12
- 2017 GW12
- 2017 GX12
- 2017 GZ12
- 2017 GA13
- 2017 GB13
- 2017 GD13
- 2017 GE13
- 2017 GF13
- 2017 GG13
- 2017 GH13
- 2017 GJ13
- 2017 GK13
- 2017 GL13
- 2017 GM13
- 2017 GN13
- 2017 GQ13
- 2017 GR13
- 2017 GS13
- 2017 GT13
- 2017 GU13
- 2017 GV13
- 2017 GW13
- 2017 GY13
- 2017 GZ13
- 2017 GA14
- 2017 GB14
- 2017 GC14
- 2017 GG14
- 2017 GH14
- 2017 GJ14
- 2017 GM14
- 2017 GN14
- 2017 GO14
- 2017 GP14
- 2017 GQ14
- 2017 GR14
- 2017 GT14
- 2017 GV14
- 2017 GW14
- 2017 GY14
- 2017 GZ14
- 2017 GA15
- 2017 GB15
- 2017 GC15
- 2017 GD15
- 2017 GE15
- 2017 GF15
- 2017 GG15
- 2017 GH15
- 2017 GJ15
- 2017 GK15
- 2017 GL15
- 2017 GN15
- 2017 GO15
- 2017 GP15
- 2017 GR15
- 2017 GS15
- 2017 GT15
- 2017 GW15
- 2017 GX15
- 2017 GA16
- 2017 GC16
- 2017 GE16
- 2017 GF16
- 2017 GG16
- 2017 GJ16
- 2017 GP16
- 2017 GR16
- 2017 GU16
- 2017 GZ16
- 2017 GB17
- 2017 GE17
- 2017 GM17
- 2017 GN17
- 2017 GO17
- 2017 GP17
- 2017 GR17
- 2017 GS17
- 2017 GT17
- 2017 GU17
- 2017 GV17
- 2017 GX17
- 2017 GZ17
- 2017 GA18
- 2017 GB18
- 2017 GC18
- 2017 GD18
- 2017 GE18
- 2017 GF18
- 2017 GG18
- 2017 GH18
- 2017 GK18
- 2017 GM18
- 2017 GN18
- 2017 GQ18
- 2017 GR18
- 2017 GS18
- 2017 GT18
- 2017 GU18
- 2017 GV18
- 2017 GX18
- 2017 GY18
- 2017 GZ18
- 2017 GA19
- 2017 GB19
- 2017 GC19
- 2017 GD19
- 2017 GE19
- 2017 GF19
- 2017 GG19
- 2017 GH19
- 2017 GJ19
- 2017 GL19
- 2017 GM19
- 2017 GP19
- 2017 GQ19
- 2017 GR19
- 2017 GS19
- 2017 GU19
- 2017 GX19
- 2017 GY19
- 2017 GA20
- 2017 GD20
- 2017 GE20
- 2017 GG20
- 2017 GH20
- 2017 GJ20
- 2017 GL20
- 2017 GO20
- 2017 GX20
- 2017 GY20
- 2017 GA21
- 2017 GD21
- 2017 GF21
- 2017 GG21
- 2017 GK21
- 2017 GM21
- 2017 GR21
- 2017 GS21
- 2017 GT21
- 2017 GV21
- 2017 GW21
- 2017 GX21
- 2017 GY21
- 2017 GA22
- 2017 GB22
- 2017 GD22
- 2017 GE22
- 2017 GF22
- 2017 GG22
- 2017 GH22
- 2017 GK22
- 2017 GL22
- 2017 GN22
- 2017 GO22
- 2017 GP22
- 2017 GQ22
- 2017 GR22
- 2017 GT22
- 2017 GU22
- 2017 GV22
- 2017 GX22
- 2017 GY22
- 2017 GZ22
- 2017 GB23
- 2017 GC23
- 2017 GD23
- 2017 GE23
- 2017 GF23
- 2017 GG23
- 2017 GH23
- 2017 GK23
- 2017 GN23
- 2017 GO23
- 2017 GP23
- 2017 GQ23
- 2017 GR23
- 2017 GS23
- 2017 GT23
- 2017 GU23
- 2017 GW23
- 2017 GX23
- 2017 GZ23
- 2017 GA24
- 2017 GB24
- 2017 GC24
- 2017 GD24
- 2017 GE24
- 2017 GF24
- 2017 GK24
- 2017 GM24
- 2017 GN24
- 2017 GO24
- 2017 GP24
- 2017 GQ24
- 2017 GR24
- 2017 GS24
- 2017 GU24
- 2017 GV24
- 2017 GW24
- 2017 GX24
- 2017 GY24
- 2017 GZ24
- 2017 GC25
- 2017 GD25
- 2017 GE25
- 2017 GF25
- 2017 GG25
- 2017 GH25
- 2017 GJ25
- 2017 GK25
- 2017 GL25
- 2017 GM25
- 2017 GP25
- 2017 GQ25
- 2017 GR25
- 2017 GS25
- 2017 GT25
- 2017 GU25
- 2017 GV25
- 2017 GX25
- 2017 GZ25
- 2017 GA26
- 2017 GB26
- 2017 GC26
- 2017 GD26
- 2017 GE26
- 2017 GF26
- 2017 GH26
- 2017 GK26
- 2017 GM26
- 2017 GN26
- 2017 GO26
- 2017 GP26
- 2017 GQ26
- 2017 GR26
- 2017 GS26
- 2017 GT26
- 2017 GU26
- 2017 GV26
- 2017 GW26
- 2017 GX26
- 2017 GY26
- 2017 GZ26
- 2017 GA27
- 2017 GB27
- 2017 GC27
- 2017 GD27
- 2017 GE27
- 2017 GF27
- 2017 GH27
- 2017 GJ27
- 2017 GK27
- 2017 GM27
- 2017 GN27
- 2017 GO27
- 2017 GQ27
- 2017 GR27
- 2017 GS27
- 2017 GT27
- 2017 GU27
- 2017 GV27
- 2017 GW27
- 2017 GX27
- 2017 GY27
- 2017 GZ27
- 2017 GA28
- 2017 GB28
- 2017 GC28
- 2017 GD28
- 2017 GE28
- 2017 GF28
- 2017 GG28
- 2017 GH28
- 2017 GJ28
- 2017 GK28
- 2017 GL28
- 2017 GM28
- 2017 GN28
- 2017 GO28
- 2017 GQ28
- 2017 GR28
- 2017 GS28
- 2017 GT28
- 2017 GU28
- 2017 GV28
- 2017 GW28
- 2017 GY28
- 2017 GZ28
- 2017 GB29
- 2017 GD29
- 2017 GE29
- 2017 GF29
- 2017 GG29
- 2017 GH29
- 2017 GJ29
- 2017 GK29
- 2017 GL29
- 2017 GM29
- 2017 GN29
- 2017 GO29
- 2017 GP29
- 2017 GQ29
- 2017 GR29
- 2017 GS29
- 2017 GT29
- 2017 GU29
- 2017 GV29
- 2017 GW29
- 2017 GX29
- 2017 GY29
- 2017 GZ29
- 2017 GA30
- 2017 GB30
- 2017 GC30
- 2017 GD30
- 2017 GF30
- 2017 GG30
- 2017 GH30
- 2017 GJ30
- 2017 GK30
- 2017 GL30
- 2017 GM30
- 2017 GN30
- 2017 GO30
- 2017 GP30
- 2017 GR30
- 2017 GT30
- 2017 GU30
- 2017 GW30
- 2017 GX30
- 2017 GY30
- 2017 GZ30
- 2017 GB31
- 2017 GC31
- 2017 GD31
- 2017 GE31
- 2017 GF31
- 2017 GG31
- 2017 GH31
- 2017 GJ31
- 2017 GK31
- 2017 GL31
- 2017 GM31
- 2017 GN31
- 2017 GO31
- 2017 GP31
- 2017 GR31
- 2017 GT31
- 2017 GU31
- 2017 GV31
- 2017 GW31
- 2017 GX31
- 2017 GY31
- 2017 GZ31
- 2017 GA32
- 2017 GB32
- 2017 GC32
- 2017 GD32
- 2017 GF32
- 2017 GG32
- 2017 GH32
- 2017 GJ32
- 2017 GK32
- 2017 GL32
- 2017 GM32
- 2017 GN32
- 2017 GO32
- 2017 GP32
- 2017 GQ32
- 2017 GR32
- 2017 GS32
- 2017 GT32
- 2017 GU32
- 2017 GV32
- 2017 GW32
- 2017 GX32
- 2017 GY32
- 2017 GZ32
- 2017 GA33
- 2017 GB33
- 2017 GC33
- 2017 GD33
- 2017 GE33
- 2017 GF33
- 2017 GH33
- 2017 GJ33
- 2017 GK33
- 2017 GL33
- 2017 GM33
- 2017 GN33
- 2017 GO33
- 2017 GP33
- 2017 GQ33
- 2017 GR33
- 2017 GS33
- 2017 GT33
- 2017 GU33
- 2017 GV33
- 2017 GW33
- 2017 GX33
- 2017 GY33
- 2017 GZ33
- 2017 GA34
- 2017 GB34
- 2017 GC34
- 2017 GD34
- 2017 GE34
- 2017 GF34
- 2017 GG34
- 2017 GH34
- 2017 GJ34
- 2017 GK34
- 2017 GL34
- 2017 GM34
- 2017 GN34
- 2017 GO34
- 2017 GQ34
- 2017 GR34
- 2017 GS34
- 2017 GT34
- 2017 GU34
- 2017 GV34
- 2017 GW34
- 2017 GX34
- 2017 GY34
- 2017 GZ34
- 2017 GA35
- 2017 GB35
- 2017 GC35
- 2017 GD35
- 2017 GE35
- 2017 GF35
- 2017 GG35
- 2017 GH35
- 2017 GJ35
- 2017 GK35
- 2017 GL35
- 2017 GM35
- 2017 GN35
- 2017 GO35
- 2017 GP35
- 2017 GQ35
- 2017 GR35
- 2017 GS35
- 2017 GT35
- 2017 GU35
- 2017 GV35
- 2017 GW35
- 2017 GX35
- 2017 GY35
- 2017 GZ35
- 2017 GA36
- 2017 GB36
- 2017 GC36
- 2017 GD36
- 2017 GE36
- 2017 GF36
- 2017 GG36
- 2017 GH36
- 2017 GJ36
- 2017 GK36
- 2017 GL36
- 2017 GM36
- 2017 GN36
- 2017 GO36
- 2017 GP36
- 2017 GQ36
- 2017 GR36
- 2017 GS36
- 2017 GT36
- 2017 GU36
- 2017 GV36
- 2017 GW36
- 2017 GX36
- 2017 GY36
- 2017 GZ36
- 2017 GA37
- 2017 GB37
- 2017 GD37
- 2017 GE37
- 2017 GF37
- 2017 GG37
- 2017 GH37
- 2017 GJ37
- 2017 GK37
- 2017 GL37
- 2017 GM37
- 2017 GN37
- 2017 GO37
- 2017 GP37
- 2017 GQ37
- 2017 GR37
- 2017 GS37
- 2017 GT37
- 2017 GU37
- 2017 GV37
- 2017 GW37
- 2017 GX37
- 2017 GY37
- 2017 GZ37
- 2017 GA38
- 2017 GB38
- 2017 GC38
- 2017 GD38
- 2017 GE38
- 2017 GF38
- 2017 GG38
- 2017 GJ38
- 2017 GK38
- 2017 GL38
- 2017 GM38
- 2017 GN38
- 2017 GO38
- 2017 GP38
- 2017 GQ38
- 2017 GR38
- 2017 GS38
- 2017 GT38
- 2017 GU38
- 2017 GV38
- 2017 GW38
- 2017 GX38
- 2017 GY38
- 2017 GZ38
- 2017 GA39
- 2017 GB39
- 2017 GC39
- 2017 GD39
- 2017 GE39
- 2017 GF39
- 2017 GG39
- 2017 GH39
- 2017 GJ39
- 2017 GK39
- 2017 GL39
- 2017 GM39
- 2017 GN39
- 2017 GO39

### Du 16 au 30 avril 2017
- 2017 HA
- 2017 HC
- 2017 HD
- 2017 HE
- 2017 HF
- 2017 HG
- 2017 HH
- 2017 HJ
- 2017 HK
- 2017 HM
- 2017 HN
- 2017 HO
- 2017 HP
- 2017 HS
- 2017 HT
- 2017 HU
- 2017 HV
- 2017 HW
- 2017 HX
- 2017 HY
- 2017 HZ
- 2017 HA1
- 2017 HB1
- 2017 HC1
- 2017 HE1
- 2017 HF1
- 2017 HG1
- 2017 HH1
- 2017 HJ1
- 2017 HK1
- 2017 HL1
- 2017 HN1
- 2017 HQ1
- 2017 HR1
- 2017 HT1
- 2017 HZ1
- 2017 HC2
- 2017 HG2
- 2017 HH2
- 2017 HJ2
- 2017 HK2
- 2017 HN2
- 2017 HP2
- 2017 HT2
- 2017 HU2
- 2017 HV2
- 2017 HW2
- 2017 HB3
- 2017 HC3
- 2017 HD3
- 2017 HG3
- 2017 HJ3
- 2017 HK3
- 2017 HM3
- 2017 HN3
- 2017 HO3
- 2017 HP3
- 2017 HQ3
- 2017 HR3
- 2017 HS3
- 2017 HT3
- 2017 HU3
- 2017 HV3
- 2017 HW3
- 2017 HX3
- 2017 HY3
- 2017 HZ3
- 2017 HA4
- 2017 HB4
- 2017 HC4
- 2017 HD4
- 2017 HE4
- 2017 HF4
- 2017 HG4
- 2017 HM4
- 2017 HO4
- 2017 HP4
- 2017 HQ4
- 2017 HR4
- 2017 HS4
- 2017 HU4
- 2017 HV4
- 2017 HW4
- 2017 HX4
- 2017 HY4
- 2017 HZ4
- 2017 HA5
- 2017 HC5
- 2017 HD5
- 2017 HE5
- 2017 HG5
- 2017 HH5
- 2017 HJ5
- 2017 HS5
- 2017 HX5
- 2017 HY5
- 2017 HA6
- 2017 HB6
- 2017 HE6
- 2017 HG6
- 2017 HK6
- 2017 HL6
- 2017 HO6
- 2017 HS6
- 2017 HT6
- 2017 HU6
- 2017 HZ6
- 2017 HB7
- 2017 HC7
- 2017 HD7
- 2017 HE7
- 2017 HF7
- 2017 HJ7
- 2017 HL7
- 2017 HO7
- 2017 HR7
- 2017 HU7
- 2017 HX7
- 2017 HZ7
- 2017 HH8
- 2017 HJ8
- 2017 HS8
- 2017 HW8
- 2017 HZ8
- 2017 HA9
- 2017 HB9
- 2017 HD9
- 2017 HG9
- 2017 HH9
- 2017 HL9
- 2017 HM9
- 2017 HO9
- 2017 HD10
- 2017 HF10
- 2017 HH10
- 2017 HJ10
- 2017 HK10
- 2017 HL10
- 2017 HU10
- 2017 HD11
- 2017 HF11
- 2017 HH11
- 2017 HK11
- 2017 HN11
- 2017 HO11
- 2017 HP11
- 2017 HR11
- 2017 HU11
- 2017 HV11
- 2017 HE12
- 2017 HH12
- 2017 HD13
- 2017 HN13
- 2017 HO13
- 2017 HQ13
- 2017 HU13
- 2017 HW13
- 2017 HY13
- 2017 HB14
- 2017 HK14
- 2017 HV14
- 2017 HY14
- 2017 HC15
- 2017 HR15
- 2017 HS15
- 2017 HX15
- 2017 HZ15
- 2017 HU16
- 2017 HH17
- 2017 HK17
- 2017 HL17
- 2017 HP17
- 2017 HS17
- 2017 HD18
- 2017 HO18
- 2017 HP18
- 2017 HQ18
- 2017 HW18
- 2017 HX18
- 2017 HN19
- 2017 HU19
- 2017 HA20
- 2017 HH20
- 2017 HJ20
- 2017 HP20
- 2017 HS20
- 2017 HU20
- 2017 HV20
- 2017 HX20
- 2017 HY20
- 2017 HZ20
- 2017 HJ21
- 2017 HL21
- 2017 HP21
- 2017 HR21
- 2017 HU21
- 2017 HW21
- 2017 HU22
- 2017 HH23
- 2017 HL23
- 2017 HM23
- 2017 HN23
- 2017 HP23
- 2017 HE24
- 2017 HJ24
- 2017 HK24
- 2017 HL24
- 2017 HP24
- 2017 HW24
- 2017 HY24
- 2017 HZ24
- 2017 HJ25
- 2017 HT25
- 2017 HU25
- 2017 HZ25
- 2017 HA26
- 2017 HC26
- 2017 HD26
- 2017 HG26
- 2017 HQ26
- 2017 HV26
- 2017 HX26
- 2017 HZ26
- 2017 HE27
- 2017 HG27
- 2017 HH27
- 2017 HJ27
- 2017 HK27
- 2017 HL27
- 2017 HM27
- 2017 HQ27
- 2017 HS27
- 2017 HV27
- 2017 HA28
- 2017 HD28
- 2017 HG28
- 2017 HJ28
- 2017 HK28
- 2017 HR28
- 2017 HT28
- 2017 HV28
- 2017 HE29
- 2017 HG29
- 2017 HM29
- 2017 HN29
- 2017 HW29
- 2017 HX29
- 2017 HZ29
- 2017 HA30
- 2017 HD30
- 2017 HF30
- 2017 HG30
- 2017 HR30
- 2017 HZ30
- 2017 HC31
- 2017 HE31
- 2017 HG31
- 2017 HP31
- 2017 HR31
- 2017 HS31
- 2017 HU31
- 2017 HL32
- 2017 HM32
- 2017 HU32
- 2017 HX32
- 2017 HZ32
- 2017 HJ33
- 2017 HL33
- 2017 HM33
- 2017 HN33
- 2017 HO33
- 2017 HS33
- 2017 HU33
- 2017 HZ33
- 2017 HF34
- 2017 HK34
- 2017 HN34
- 2017 HO34
- 2017 HP34
- 2017 HR34
- 2017 HX34
- 2017 HY34
- 2017 HH35
- 2017 HN35
- 2017 HO35
- 2017 HQ35
- 2017 HS35
- 2017 HT35
- 2017 HU35
- 2017 HV35
- 2017 HX35
- 2017 HE36
- 2017 HF36
- 2017 HG36
- 2017 HJ36
- 2017 HK36
- 2017 HL36
- 2017 HN36
- 2017 HO36
- 2017 HP36
- 2017 HD37
- 2017 HH37
- 2017 HJ37
- 2017 HS37
- 2017 HU37
- 2017 HY37
- 2017 HA38
- 2017 HD38
- 2017 HF38
- 2017 HQ38
- 2017 HR38
- 2017 HV38
- 2017 HD39
- 2017 HE39
- 2017 HG39
- 2017 HK39
- 2017 HL39
- 2017 HM39
- 2017 HO39
- 2017 HQ39
- 2017 HU39
- 2017 HV39
- 2017 HA40
- 2017 HH40
- 2017 HR40
- 2017 HA41
- 2017 HB41
- 2017 HF41
- 2017 HK41
- 2017 HL41
- 2017 HO41
- 2017 HR41
- 2017 HS41
- 2017 HT41
- 2017 HV41
- 2017 HA42
- 2017 HB42
- 2017 HC42
- 2017 HK42
- 2017 HP42
- 2017 HS42
- 2017 HT42
- 2017 HV42
- 2017 HY42
- 2017 HD43
- 2017 HE43
- 2017 HS43
- 2017 HX43
- 2017 HE44
- 2017 HF44
- 2017 HG44
- 2017 HK44
- 2017 HQ44
- 2017 HX44
- 2017 HA45
- 2017 HC45
- 2017 HD45
- 2017 HF45
- 2017 HH45
- 2017 HN45
- 2017 HX45
- 2017 HA46
- 2017 HJ46
- 2017 HL46
- 2017 HN46
- 2017 HP46
- 2017 HQ46
- 2017 HV46
- 2017 HW46
- 2017 HX46
- 2017 HY46
- 2017 HZ46
- 2017 HB47
- 2017 HH47
- 2017 HJ47
- 2017 HL47
- 2017 HR47
- 2017 HT47
- 2017 HV47
- 2017 HW47
- 2017 HY47
- 2017 HC48
- 2017 HG48
- 2017 HL48
- 2017 HM48
- 2017 HW48
- 2017 HX48
- 2017 HY48
- 2017 HZ48
- 2017 HA49
- 2017 HB49
- 2017 HC49
- 2017 HD49
- 2017 HE49
- 2017 HF49
- 2017 HG49
- 2017 HH49
- 2017 HJ49
- 2017 HK49
- 2017 HL49
- 2017 HM49
- 2017 HN49
- 2017 HO49
- 2017 HP49
- 2017 HQ49
- 2017 HR49
- 2017 HS49
- 2017 HT49
- 2017 HU49
- 2017 HV49
- 2017 HX49
- 2017 HY49
- 2017 HZ49
- 2017 HA50
- 2017 HJ50
- 2017 HQ50
- 2017 HY50
- 2017 HD51
- 2017 HG51
- 2017 HL51
- 2017 HO51
- 2017 HZ51
- 2017 HH52
- 2017 HS52
- 2017 HT52
- 2017 HD53
- 2017 HE53
- 2017 HH53
- 2017 HP53
- 2017 HQ53
- 2017 HY53
- 2017 HO54
- 2017 HS54
- 2017 HZ54
- 2017 HB55
- 2017 HD55
- 2017 HL55
- 2017 HT56
- 2017 HA57
- 2017 HH57
- 2017 HN57
- 2017 HJ60
- 2017 HL60
- 2017 HP60
- 2017 HT60
- 2017 HX60
- 2017 HA61
- 2017 HB61
- 2017 HE61
- 2017 HF61
- 2017 HJ61
- 2017 HK61
- 2017 HM62
- 2017 HR62
- 2017 HV62
- 2017 HD63
- 2017 HF63
- 2017 HG63
- 2017 HJ63
- 2017 HL63
- 2017 HM63
- 2017 HN63
- 2017 HQ63
- 2017 HR63
- 2017 HS63
- 2017 HU63
- 2017 HV63
- 2017 HW63
- 2017 HX63
- 2017 HY63
- 2017 HZ63
- 2017 HB64
- 2017 HE64
- 2017 HF64
- 2017 HG64
- 2017 HH64
- 2017 HJ64
- 2017 HK64
- 2017 HL64
- 2017 HM64
- 2017 HO64
- 2017 HP64
- 2017 HS64
- 2017 HU64
- 2017 HV64
- 2017 HW64
- 2017 HY64
- 2017 HZ64
- 2017 HB65
- 2017 HC65
- 2017 HF65
- 2017 HG65
- 2017 HH65
- 2017 HJ65
- 2017 HK65
- 2017 HL65
- 2017 HN65
- 2017 HO65
- 2017 HP65
- 2017 HQ65
- 2017 HR65
- 2017 HS65
- 2017 HT65
- 2017 HU65
- 2017 HV65
- 2017 HW65
- 2017 HX65
- 2017 HY65
- 2017 HA66
- 2017 HB66
- 2017 HE66
- 2017 HF66
- 2017 HG66
- 2017 HH66
- 2017 HK66
- 2017 HL66
- 2017 HM66
- 2017 HO66
- 2017 HP66
- 2017 HQ66
- 2017 HR66
- 2017 HT66
- 2017 HU66
- 2017 HW66
- 2017 HX66
- 2017 HY66
- 2017 HZ66
- 2017 HA67
- 2017 HB67
- 2017 HC67
- 2017 HD67
- 2017 HE67
- 2017 HG67
- 2017 HH67
- 2017 HK67
- 2017 HL67
- 2017 HM67
- 2017 HN67
- 2017 HO67
- 2017 HP67
- 2017 HQ67
- 2017 HR67
- 2017 HS67
- 2017 HT67
- 2017 HU67
- 2017 HV67
- 2017 HW67
- 2017 HX67
- 2017 HY67
- 2017 HZ67
- 2017 HA68
- 2017 HD68
- 2017 HH68
- 2017 HJ68
- 2017 HL68
- 2017 HM68
- 2017 HO68
- 2017 HP68
- 2017 HQ68
- 2017 HU68
- 2017 HZ68
- 2017 HC69
- 2017 HF69
- 2017 HJ69
- 2017 HM69
- 2017 HN69
- 2017 HP69
- 2017 HR69
- 2017 HS69
- 2017 HT69
- 2017 HV69
- 2017 HX69
- 2017 HZ69
- 2017 HA70
- 2017 HC70
- 2017 HD70
- 2017 HE70
- 2017 HF70
- 2017 HJ70
- 2017 HL70
- 2017 HM70
- 2017 HN70
- 2017 HO70
- 2017 HT70
- 2017 HW70
- 2017 HX70
- 2017 HY70
- 2017 HZ70
- 2017 HB71
- 2017 HE71
- 2017 HF71
- 2017 HG71
- 2017 HH71
- 2017 HJ71
- 2017 HK71
- 2017 HL71
- 2017 HM71
- 2017 HN71
- 2017 HO71
- 2017 HP71
- 2017 HQ71
- 2017 HR71
- 2017 HS71
- 2017 HT71
- 2017 HU71
- 2017 HV71
- 2017 HW71
- 2017 HX71
- 2017 HY71
- 2017 HZ71
- 2017 HA72
- 2017 HB72
- 2017 HC72
- 2017 HE72
- 2017 HF72
- 2017 HG72
- 2017 HH72
- 2017 HJ72
- 2017 HL72
- 2017 HM72
- 2017 HP72
- 2017 HR72
- 2017 HS72
- 2017 HT72
- 2017 HU72
- 2017 HV72
- 2017 HW72
- 2017 HX72
- 2017 HY72
- 2017 HZ72
- 2017 HC73
- 2017 HF73
- 2017 HG73
- 2017 HH73
- 2017 HN73
- 2017 HO73
- 2017 HP73
- 2017 HR73
- 2017 HT73
- 2017 HV73
- 2017 HX73
- 2017 HY73
- 2017 HZ73
- 2017 HA74
- 2017 HB74
- 2017 HD74
- 2017 HE74
- 2017 HF74
- 2017 HH74
- 2017 HK74
- 2017 HL74
- 2017 HM74
- 2017 HN74
- 2017 HO74
- 2017 HP74
- 2017 HQ74
- 2017 HR74
- 2017 HS74
- 2017 HT74
- 2017 HW74
- 2017 HC75
- 2017 HG75
- 2017 HH75
- 2017 HK75
- 2017 HM75
- 2017 HO75
- 2017 HT75
- 2017 HV75
- 2017 HX75
- 2017 HY75
- 2017 HZ75
- 2017 HA76
- 2017 HC76
- 2017 HE76
- 2017 HF76
- 2017 HG76
- 2017 HJ76
- 2017 HK76
- 2017 HM76
- 2017 HO76
- 2017 HP76
- 2017 HQ76
- 2017 HT76
- 2017 HU76
- 2017 HV76
- 2017 HW76
- 2017 HY76
- 2017 HA77
- 2017 HB77
- 2017 HD77
- 2017 HF77
- 2017 HH77
- 2017 HJ77
- 2017 HK77
- 2017 HN77
- 2017 HO77
- 2017 HP77
- 2017 HQ77
- 2017 HS77
- 2017 HU77
- 2017 HV77
- 2017 HW77
- 2017 HX77
- 2017 HY77
- 2017 HZ77
- 2017 HA78
- 2017 HF78
- 2017 HG78
- 2017 HH78
- 2017 HK78
- 2017 HP78
- 2017 HQ78
- 2017 HR78
- 2017 HS78
- 2017 HT78
- 2017 HU78
- 2017 HZ78
- 2017 HA79
- 2017 HB79
- 2017 HD79
- 2017 HE79
- 2017 HF79
- 2017 HH79
- 2017 HJ79
- 2017 HK79
- 2017 HM79
- 2017 HN79
- 2017 HO79
- 2017 HQ79
- 2017 HR79
- 2017 HS79
- 2017 HT79
- 2017 HU79
- 2017 HW79
- 2017 HX79
- 2017 HY79
- 2017 HZ79
- 2017 HA80
- 2017 HB80
- 2017 HD80
- 2017 HF80
- 2017 HG80
- 2017 HH80
- 2017 HJ80
- 2017 HL80
- 2017 HM80
- 2017 HN80
- 2017 HO80
- 2017 HP80
- 2017 HQ80
- 2017 HR80
- 2017 HS80
- 2017 HT80
- 2017 HV80
- 2017 HX80
- 2017 HY80
- 2017 HZ80
- 2017 HA81
- 2017 HC81
- 2017 HE81
- 2017 HF81
- 2017 HG81
- 2017 HJ81
- 2017 HK81
- 2017 HL81
- 2017 HM81
- 2017 HN81
- 2017 HO81
- 2017 HQ81
- 2017 HR81
- 2017 HT81
- 2017 HU81
- 2017 HV81
- 2017 HW81
- 2017 HX81
- 2017 HY81
- 2017 HZ81
- 2017 HA82
- 2017 HB82
- 2017 HC82
- 2017 HE82
- 2017 HH82
- 2017 HK82
- 2017 HL82
- 2017 HN82
- 2017 HO82
- 2017 HQ82
- 2017 HR82
- 2017 HS82
- 2017 HT82
- 2017 HU82
- 2017 HV82
- 2017 HW82
- 2017 HA83
- 2017 HB83
- 2017 HC83
- 2017 HD83
- 2017 HF83
- 2017 HG83
- 2017 HK83
- 2017 HL83
- 2017 HM83
- 2017 HN83
- 2017 HP83
- 2017 HQ83
- 2017 HR83
- 2017 HS83
- 2017 HT83
- 2017 HU83
- 2017 HV83
- 2017 HW83
- 2017 HX83
- 2017 HA84
- 2017 HC84
- 2017 HD84
- 2017 HE84
- 2017 HF84
- 2017 HG84
- 2017 HH84
- 2017 HJ84
- 2017 HK84
- 2017 HL84
- 2017 HM84
- 2017 HO84
- 2017 HP84
- 2017 HQ84
- 2017 HR84
- 2017 HS84
- 2017 HT84
- 2017 HU84
- 2017 HV84
- 2017 HW84
- 2017 HZ84
- 2017 HA85
- 2017 HB85
- 2017 HC85
- 2017 HD85
- 2017 HE85
- 2017 HJ85
- 2017 HL85
- 2017 HM85
- 2017 HN85
- 2017 HO85
- 2017 HP85
- 2017 HR85
- 2017 HT85
- 2017 HU85
- 2017 HV85
- 2017 HW85
- 2017 HX85
- 2017 HY85
- 2017 HZ85
- 2017 HA86
- 2017 HB86
- 2017 HC86
- 2017 HD86
- 2017 HE86
- 2017 HF86
- 2017 HG86
- 2017 HJ86
- 2017 HK86
- 2017 HL86
- 2017 HM86
- 2017 HQ86
- 2017 HR86
- 2017 HS86
- 2017 HT86
- 2017 HV86
- 2017 HW86
- 2017 HX86
- 2017 HZ86
- 2017 HA87
- 2017 HB87
- 2017 HD87
- 2017 HE87
- 2017 HF87
- 2017 HG87
- 2017 HH87
- 2017 HJ87
- 2017 HK87
- 2017 HL87
- 2017 HM87
- 2017 HN87
- 2017 HP87
- 2017 HQ87
- 2017 HS87
- 2017 HT87
- 2017 HU87
- 2017 HV87
- 2017 HW87
- 2017 HX87
- 2017 HY87
- 2017 HZ87
- 2017 HC88
- 2017 HD88
- 2017 HE88
- 2017 HF88
- 2017 HG88
- 2017 HH88
- 2017 HJ88
- 2017 HK88
- 2017 HL88
- 2017 HM88
- 2017 HN88
- 2017 HO88
- 2017 HP88
- 2017 HQ88
- 2017 HR88
- 2017 HU88
- 2017 HV88
- 2017 HX88
- 2017 HY88
- 2017 HZ88
- 2017 HA89
- 2017 HB89
- 2017 HC89
- 2017 HD89
- 2017 HE89
- 2017 HF89
- 2017 HG89
- 2017 HH89
- 2017 HL89
- 2017 HM89
- 2017 HN89
- 2017 HO89
- 2017 HP89
- 2017 HQ89
- 2017 HR89
- 2017 HS89
- 2017 HT89
- 2017 HU89
- 2017 HV89
- 2017 HW89
- 2017 HX89
- 2017 HY89
- 2017 HZ89
- 2017 HA90
- 2017 HB90
- 2017 HC90
- 2017 HD90
- 2017 HE90
- 2017 HF90
- 2017 HH90
- 2017 HJ90
- 2017 HK90
- 2017 HL90
- 2017 HM90
- 2017 HN90
- 2017 HO90
- 2017 HP90
- 2017 HQ90
- 2017 HR90
- 2017 HS90
- 2017 HT90
- 2017 HU90
- 2017 HW90
- 2017 HX90
- 2017 HY90
- 2017 HZ90
- 2017 HA91
- 2017 HB91
- 2017 HD91
- 2017 HE91
- 2017 HG91
- 2017 HH91
- 2017 HJ91
- 2017 HL91
- 2017 HM91
- 2017 HN91
- 2017 HO91
- 2017 HP91
- 2017 HQ91
- 2017 HR91
- 2017 HS91
- 2017 HT91
- 2017 HV91
- 2017 HW91
- 2017 HX91
- 2017 HY91
- 2017 HZ91
- 2017 HA92
- 2017 HB92
- 2017 HC92
- 2017 HD92
- 2017 HE92
- 2017 HF92
- 2017 HG92
- 2017 HH92
- 2017 HJ92
- 2017 HK92
- 2017 HM92
- 2017 HO92
- 2017 HQ92
- 2017 HR92
- 2017 HS92
- 2017 HT92
- 2017 HU92
- 2017 HV92
- 2017 HX92
- 2017 HY92
- 2017 HZ92
- 2017 HA93
- 2017 HB93
- 2017 HC93
- 2017 HD93
- 2017 HE93
- 2017 HF93
- 2017 HG93
- 2017 HH93
- 2017 HJ93
- 2017 HK93
- 2017 HL93
- 2017 HM93
- 2017 HN93
- 2017 HO93
- 2017 HP93
- 2017 HQ93
- 2017 HT93
- 2017 HU93
- 2017 HV93
- 2017 HW93
- 2017 HX93
- 2017 HZ93
- 2017 HA94
- 2017 HC94
- 2017 HD94
- 2017 HE94
- 2017 HF94
- 2017 HG94
- 2017 HH94
- 2017 HJ94
- 2017 HK94
- 2017 HL94
- 2017 HM94
- 2017 HN94
- 2017 HO94
- 2017 HP94
- 2017 HQ94
- 2017 HR94
- 2017 HS94
- 2017 HU94
- 2017 HV94
- 2017 HW94
- 2017 HX94
- 2017 HY94
- 2017 HZ94
- 2017 HA95
- 2017 HB95
- 2017 HC95
- 2017 HG95
- 2017 HH95
- 2017 HJ95
- 2017 HM95
- 2017 HN95
- 2017 HO95
- 2017 HQ95
- 2017 HR95
- 2017 HS95
- 2017 HT95
- 2017 HU95
- 2017 HV95
- 2017 HX95
- 2017 HY95
- 2017 HZ95
- 2017 HA96
- 2017 HC96
- 2017 HD96
- 2017 HE96
- 2017 HF96
- 2017 HG96
- 2017 HH96
- 2017 HK96
- 2017 HL96
- 2017 HM96
- 2017 HN96
- 2017 HP96
- 2017 HQ96
- 2017 HR96
- 2017 HT96
- 2017 HU96
- 2017 HV96
- 2017 HW96
- 2017 HX96
- 2017 HY96
- 2017 HZ96
- 2017 HA97
- 2017 HC97
- 2017 HD97
- 2017 HE97
- 2017 HF97
- 2017 HG97
- 2017 HH97
- 2017 HJ97
- 2017 HK97
- 2017 HL97
- 2017 HM97
- 2017 HN97
- 2017 HO97
- 2017 HP97
- 2017 HQ97
- 2017 HR97
- 2017 HS97
- 2017 HT97
- 2017 HU97
- 2017 HV97
- 2017 HW97
- 2017 HX97
- 2017 HY97
- 2017 HZ97
- 2017 HA98
- 2017 HB98
- 2017 HC98
- 2017 HD98
- 2017 HE98
- 2017 HF98
- 2017 HG98
- 2017 HK98
- 2017 HM98
- 2017 HN98
- 2017 HO98
- 2017 HP98
- 2017 HQ98
- 2017 HR98
- 2017 HS98
- 2017 HT98
- 2017 HU98
- 2017 HV98
- 2017 HW98
- 2017 HX98
- 2017 HY98
- 2017 HZ98
- 2017 HB99
- 2017 HC99
- 2017 HD99
- 2017 HF99
- 2017 HG99
- 2017 HH99
- 2017 HJ99
- 2017 HK99
- 2017 HM99
- 2017 HN99
- 2017 HO99
- 2017 HQ99
- 2017 HR99
- 2017 HS99
- 2017 HT99
- 2017 HU99
- 2017 HV99
- 2017 HW99
- 2017 HX99
- 2017 HY99
- 2017 HZ99
- 2017 HA100
- 2017 HC100
- 2017 HD100
- 2017 HE100
- 2017 HF100
- 2017 HG100
- 2017 HH100
- 2017 HK100
- 2017 HL100
- 2017 HM100
- 2017 HN100
- 2017 HO100
- 2017 HP100
- 2017 HR100
- 2017 HS100
- 2017 HT100
- 2017 HU100
- 2017 HV100
- 2017 HW100
- 2017 HX100
- 2017 HY100
- 2017 HZ100
- 2017 HA101
- 2017 HB101
- 2017 HC101
- 2017 HD101
- 2017 HE101
- 2017 HG101
- 2017 HH101
- 2017 HJ101
- 2017 HK101
- 2017 HL101
- 2017 HM101
- 2017 HN101
- 2017 HO101
- 2017 HP101
- 2017 HQ101
- 2017 HR101
- 2017 HS101
- 2017 HT101
- 2017 HU101
- 2017 HV101
- 2017 HW101
- 2017 HX101
- 2017 HY101
- 2017 HZ101
- 2017 HA102
- 2017 HB102
- 2017 HC102
- 2017 HD102
- 2017 HE102
- 2017 HF102
- 2017 HG102
- 2017 HH102
- 2017 HJ102
- 2017 HK102
- 2017 HL102
- 2017 HM102
- 2017 HN102
- 2017 HP102
- 2017 HQ102
- 2017 HR102
- 2017 HS102
- 2017 HU102
- 2017 HV102
- 2017 HW102
- 2017 HX102
- 2017 HZ102
- 2017 HA103
- 2017 HB103
- 2017 HC103
- 2017 HD103
- 2017 HE103
- 2017 HF103
- 2017 HG103
- 2017 HH103
- 2017 HJ103
- 2017 HK103
- 2017 HL103
- 2017 HM103
- 2017 HP103
- 2017 HQ103
- 2017 HS103
- 2017 HV103
- 2017 HW103
- 2017 HX103
- 2017 HZ103
- 2017 HA104
- 2017 HB104
- 2017 HD104
- 2017 HF104
- 2017 HG104
- 2017 HH104
- 2017 HJ104
- 2017 HK104
- 2017 HL104
- 2017 HM104
- 2017 HO104
- 2017 HP104
- 2017 HQ104
- 2017 HS104
- 2017 HT104
- 2017 HU104
- 2017 HV104
- 2017 HW104
- 2017 HY104
- 2017 HA105
- 2017 HB105
- 2017 HC105
- 2017 HD105
- 2017 HE105
- 2017 HG105
- 2017 HH105
- 2017 HJ105
- 2017 HL105
- 2017 HM105
- 2017 HN105
- 2017 HR105
- 2017 HT105
- 2017 HU105
- 2017 HV105
- 2017 HW105
- 2017 HY105
- 2017 HZ105
- 2017 HA106
- 2017 HB106
- 2017 HC106
- 2017 HD106
- 2017 HE106
- 2017 HF106
- 2017 HG106
- 2017 HH106
- 2017 HK106
- 2017 HL106
- 2017 HM106
- 2017 HN106
- 2017 HO106
- 2017 HP106
- 2017 HQ106
- 2017 HS106
- 2017 HT106
- 2017 HU106
- 2017 HW106
- 2017 HX106
- 2017 HY106
- 2017 HZ106
- 2017 HA107
- 2017 HB107
- 2017 HC107
- 2017 HD107
- 2017 HE107
- 2017 HF107
- 2017 HG107
- 2017 HH107
- 2017 HJ107
- 2017 HK107
- 2017 HL107
- 2017 HM107
- 2017 HN107
- 2017 HO107
- 2017 HP107
- 2017 HQ107
- 2017 HR107
- 2017 HS107
- 2017 HT107
- 2017 HU107
- 2017 HV107
- 2017 HW107
- 2017 HX107
- 2017 HY107
- 2017 HZ107
- 2017 HA108
- 2017 HB108
- 2017 HC108
- 2017 HD108
- 2017 HE108
- 2017 HF108
- 2017 HG108
- 2017 HH108
- 2017 HJ108
- 2017 HK108
- 2017 HM108
- 2017 HN108
- 2017 HO108
- 2017 HQ108
- 2017 HS108
- 2017 HT108
- 2017 HU108
- 2017 HV108
- 2017 HW108
- 2017 HX108
- 2017 HZ108
- 2017 HA109
- 2017 HB109
- 2017 HC109
- 2017 HD109
- 2017 HE109
- 2017 HF109
- 2017 HG109
- 2017 HH109
- 2017 HJ109
- 2017 HK109
- 2017 HL109
- 2017 HM109
- 2017 HO109
- 2017 HP109
- 2017 HQ109
- 2017 HR109
- 2017 HS109
- 2017 HT109
- 2017 HU109
- 2017 HV109
- 2017 HW109
- 2017 HX109
- 2017 HY109
- 2017 HZ109
- 2017 HA110
- 2017 HB110
- 2017 HC110
- 2017 HD110
- 2017 HE110
- 2017 HG110
- 2017 HH110
- 2017 HJ110
- 2017 HK110
- 2017 HL110
- 2017 HM110
- 2017 HN110
- 2017 HO110
- 2017 HP110
- 2017 HQ110
- 2017 HR110
- 2017 HS110
- 2017 HU110
- 2017 HV110
- 2017 HW110
- 2017 HX110
- 2017 HY110
- 2017 HZ110
- 2017 HA111
- 2017 HB111
- 2017 HC111
- 2017 HD111
- 2017 HE111
- 2017 HF111
- 2017 HG111
- 2017 HJ111
- 2017 HK111
- 2017 HL111
- 2017 HM111
- 2017 HN111
- 2017 HO111
- 2017 HP111
- 2017 HQ111
- 2017 HR111
- 2017 HS111
- 2017 HT111
- 2017 HU111
- 2017 HV111
- 2017 HW111
- 2017 HX111
- 2017 HY111
- 2017 HZ111
- 2017 HA112
- 2017 HB112
- 2017 HC112
- 2017 HD112
- 2017 HE112
- 2017 HF112
- 2017 HG112
- 2017 HH112
- 2017 HJ112
- 2017 HK112
- 2017 HL112
- 2017 HM112
- 2017 HN112
- 2017 HO112
- 2017 HP112
- 2017 HQ112
- 2017 HR112
- 2017 HS112
- 2017 HT112
- 2017 HU112
- 2017 HV112
- 2017 HW112
- 2017 HX112
- 2017 HY112
- 2017 HZ112
- 2017 HA113
- 2017 HB113
- 2017 HC113
- 2017 HD113
- 2017 HE113
- 2017 HF113
- 2017 HG113
- 2017 HJ113
- 2017 HK113
- 2017 HL113
- 2017 HM113
- 2017 HN113
- 2017 HO113
- 2017 HP113
- 2017 HQ113
- 2017 HR113
- 2017 HS113
- 2017 HT113
- 2017 HU113
- 2017 HV113
- 2017 HW113
- 2017 HX113
- 2017 HY113
- 2017 HZ113
- 2017 HA114
- 2017 HB114
- 2017 HC114
- 2017 HD114
- 2017 HE114
- 2017 HF114
- 2017 HG114
- 2017 HH114
- 2017 HJ114
- 2017 HK114
- 2017 HL114
- 2017 HM114
- 2017 HN114
- 2017 HO114
- 2017 HP114
- 2017 HQ114
- 2017 HR114
- 2017 HS114
- 2017 HT114
- 2017 HU114
- 2017 HV114
- 2017 HW114
- 2017 HX114
- 2017 HZ114
- 2017 HA115
- 2017 HB115
- 2017 HC115
- 2017 HD115
- 2017 HE115
- 2017 HF115
- 2017 HG115
- 2017 HH115
- 2017 HJ115
- 2017 HM115
- 2017 HN115
- 2017 HP115
- 2017 HR115
- 2017 HS115
- 2017 HT115
- 2017 HU115
- 2017 HV115
- 2017 HW115
- 2017 HX115
- 2017 HY115
- 2017 HZ115
- 2017 HB116
- 2017 HC116
- 2017 HD116
- 2017 HE116
- 2017 HF116
- 2017 HG116
- 2017 HJ116
- 2017 HK116
- 2017 HL116
- 2017 HN116
- 2017 HO116
- 2017 HP116
- 2017 HQ116
- 2017 HR116
- 2017 HS116
- 2017 HT116
- 2017 HU116
- 2017 HV116
- 2017 HW116
- 2017 HX116
- 2017 HY116
- 2017 HZ116
- 2017 HA117
- 2017 HB117
- 2017 HC117
- 2017 HD117
- 2017 HE117
- 2017 HF117
- 2017 HG117
- 2017 HH117
- 2017 HJ117
- 2017 HK117
- 2017 HL117
- 2017 HM117
- 2017 HN117